# Onychogomphus macrodon
Onychogomphus macrodon är en trollsländeart som beskrevs av Selys 1887. Onychogomphus macrodon ingår i släktet Onychogomphus och familjen flodtrollsländor. IUCN kategoriserar arten globalt som sårbar. Inga underarter finns listade i Catalogue of Life.